# Lalla Carlsen
Lalla Carlsen, född Haralda Petrea Christensen 17 augusti 1889 i Svelvik, död 23 mars 1967 i Oslo, var en norsk skådespelare, revyartist och sångare. Hon var i sin samtid en av Norges mest populära revyartister.

## Biografi
Carlsen var dotter till skeppare Carl Alfred Christensen (1863–1920) och Laura Nilsson (1863–1907). Innan dottern fyllt tio flyttade familjen till Kristiania där hon studerade sång vid Musikkonservatoriet 1909–1913. Från 1913 uppträdde hon som klassisk sopran, ofta med en folkviserepertoar. År 1914 debuterade hon professionellt i Emmerich Kálmáns Høstmanøver med Norsk Operette-Selskap i Arendal. Mellan 1915 och 1947 verkade hon vid Chat Noir, med avbrott för engagemang vid Casino 1927–1928 och Carl Johan Teatret 1940–1943. Efter 1947 var hon särskilt aktiv vid Edderkoppen Teater, men hade även enstaka engagemang vid Chat Noir. Han var också aktiv vid Rogaland Teater, Riksteatret och Det Nye Teater.
Vid sidan av teatern verkade hon som filmskådespelare. Hon debuterade 1927 i Harry Ivarsons Den glade enke i Trangvik och hade 1932 huvudrollen i komedin Lalla vinner!. År 1933 spelade hon i revyfilmen Op med hodet!. Efter andra världskriget blev hon desto mer aktiv och medverkade i 20 filmer 1947–1965. Hon gjorde oftast mindre karaktärsroller, men bland hennes större roller kan nämnas granntanten i Brudebuketten (1953), fru Svenkerud i Støv på hjernen (1959) och jordmord Klara Tallerud i Bussen (1961). Hennes största roll var emellertid som Maren i Människor på flykt (1958). De sista åren medverkade hon också i TV och radio.
År 1949 tilldelades Carlsen Kungens förtjänstmedalj i guld. År 1958 blev hon hedersmedlem i Norsk Skuespillerforbund och fick samma år statlig konstnärslön. Hon har två gator uppkallade efter sig: Lallakroken i Oslo (där hon bodde) och en gata i Svelvik. I Svelvik restes även en staty 1989 till hundraårsjubileet av hennes födelse. Carlsen sjöng in flera av sina mest kända visor och 16 av dessa blev 1989 samlade på en LP.
Carlsen var från 1917 gift med kompositören och pianisten Carsten Carlsen.

## Filmografi
- 1927 – Den glade enke i Trangvik
- 1932 – Lalla vinner!
- 1933 – Op med hodet!
- 1947 – Sankt Hans fest
- 1951 – Ukjent mann
- 1953 – Ung frue forsvunnet
- 1953 – Brudebuketten
- 1955 – Den blodiga vägen
- 1955 – Bedre enn sitt rykte
- 1956 – Kvinnens plass
- 1956 – På solsiden
- 1958 – Människor på flykt
- 1958 – Høysommer
- 1959 – Hete septemberdager
- 1959 – Støv på hjernen
- 1960 – Millionær for en aften
- 1961 – Bussen
- 1961 – Norges söner
- 1962 – Tonny
- 1963 – Freske fraspark
- 1964 – Alle tiders kupp
- 1965 – Hjelp – vi får leilighet!
- 1965 – To på topp

## Diskografi (urval)
Samlingsalbum
- 1989 – Lalla Carlsen
- 2007 – Norges Revydronning
- 2008 – Ei hel ei...
- 2008 – Livets eventyr

Diverse artister
- 1963 – 10 på topp fra radio og fjernsyn - presentert av Erik Diesen
- 1979 – Jeg har mitt hjerte i Oslo - Toner fra Tigerstaden
- 1980 – Lytt til Norge: 1905-1980